# Cesario Rodi
Cesario Rodi (Torre Santa Susanna, 3 novembre 1908 – 19 marzo 1993) è stato un politico italiano.

## Biografia
Docente negli istituti superiori di Filosofia, venne eletto all'Assemblea Costituente per il Fronte dell'Uomo Qualunque.